# جوزفين إيرب
جوزفين إيرب (بالإنجليزية: Josephine Earp)‏ هي ممثلة أمريكية، ولدت في 1861 في بروكلين في الولايات المتحدة، وتوفيت في 19 ديسمبر 1944 في لوس أنجلوس في الولايات المتحدة.

## أعمال

### أفلام
- تومبستون